# Jim Abbott
James Anthony Abbott, detto Jim (Flint, 19 settembre 1967), è un ex giocatore di baseball statunitense, di ruolo lanciatore, noto per aver giocato per dieci anni nella Major League Baseball nonostante sia nato senza la mano destra.
Cresciuto nel quartiere East Village di Flint, si diplomò alla Central High School della sua città natale. Nel 1987, mentre frequentava l'università del Michigan, Abbott vinse il premio James E. Sullivan, che viene assegnato ogni anno al miglior sportivo dilettante statunitense. Vinse anche una medaglia d'oro in un evento dimostrativo durante i Giochi olimpici estivi del 1988. Selezionato tra i migliori dilettanti del 1988, fu scelto al draft dai California Angels e debuttò nella Major League Baseball l'anno successivo. Nel 1993, giocando per i New York Yankees, ha ottenuto un no-hitter contro i Cleveland Indians. Abbott si è ritirato con un record di carriera di 87 partite vinte e 108 perse, con una Media P.G.L. (E.R.A. in inglese) di 4,25.
Attualmente ricopre il ruolo di speaker motivatore degli spettatori e si presta periodicamente a istruire i lanciatori per i Los Angeles Angels.

## Carriera da giocatore

### Periodo amatoriale
Abbott nacque a Flint, nel Michigan privo della mano destra. Mosse i primi passi negli Ypsilanti, una squadra della American Legion situata nel suo stato natale e con la quale vinse il campionato. Si diplomò alla Flint Central High School in Michigan nella cui squadra di baseball eccelse nel ruolo di lanciatore. Giocò anche a football americano come quarterback (fatto piuttosto insolito per un atleta senza una mano) e portò la sua squadra al campionato nazionale del Michigan. Giocò per il Grossi Baseball Club militante nella lega "Connie Mack" del Michigan. Benché fosse stato scelto al "Draft" del 1985 dai Toronto Blue Jays, decise di rifiutare l'offerta di 50 000 dollari per la firma del contratto, per proseguire gli studi e la carriera sportiva presso l'Università del Michigan.
Giocò per tre anni, dal 1985 al 1988, con la squadra dell'università (i Michigan Wolverines) guidata dall'allenatore Bud Middaugh contribuendo ad ottenere due piazzamenti tra le "Big Ten" della National Collegiate Athletic Association. Nel 1987, vinse il Premio James E. Sullivan come miglior atleta dilettante negli Stati Uniti, diventando il primo lanciatore a vincere questo premio. Abbott fu portabandiera per gli Stati Uniti ai Giochi Panamericani del 1987 a Indianapolis. Vinse inoltre una medaglia d'oro durante i giochi olimpici estivi del 1988; nell'occasione fu il lanciatore "vincente" nella finale contro il Giappone, durante la quale fece registrare un "complete game". Sempre nel 1988 prese parte ai campionati mondiali di baseball in Italia e ha ricevuto il premio "Atleta dell'anno" della Big Ten Conference.
Al termine dei giochi olimpici decise di rinunciare all'ultima stagione di baseball universitario per passare tra i professionisti: al draft annuale venne scelto dai California Angels che investirono su di lui la loro prima scelta (8º assoluto). In questo caso la firma del contratto gli valse la cifra di 207 000 dollari.

### Nella Major League
All'inizio della stagione 1989 gli Angels, all'epoca una delle squadre favorite per la vittoria del campionato, decisero di assegnare Jim Abbott alla prima squadra, valutandolo pronto per il debutto senza la necessità di maturare esperienza (spesso pluriennale) nei vari livelli delle Minor League. Nell'epoca del sistema del draft dei dilettanti, in funzione dal 1965, Jim Abbott è stato solamente il quindicesimo giocatore ad esordire direttamente nella Major League, senza precedente esperienza tra i professionisti. Quell'anno gli Angels si piazzarono terzi nella propria Division (American League West), quindi senza accedere alla Post Season ed alle gare di Play Off, e Abbott fu nominato Rookie of the Year nell'ambito della sua squadra.
Tra il 1989 ed il 1992 Abbott giocò con gli Angels ottenendo 47 vittorie e 52 sconfitte su 125 partite giocate, tutte nel ruolo di lanciatore partente. Nella stagione 1993 passò nelle file dei New York Yankees; i rapporti con la dirigenza non furono idilliaci e le prestazioni ne risentirono. Malgrado ciò Abbott, il 4 settembre, fece registrare una no-hitter che lo portò agli onori delle cronache.
Dopo una seconda difficile stagione con gli Yankees, Abbott firmò un nuovo contratto con i Chicago White Sox all'inizio del 1995 per tornare (poco oltre la metà della stagione) con i California Angels con i quali rimase anche nell'anno successivo. Le prestazioni poco brillanti del 1996 gli costarono il posto in squadra e, per la prima volta in carriera, Jim Abbott si trovò a lanciare nelle Minor League.
All'inizio della stagione 1997 gli Angels, per quanto ancora obbligati a pagare lo stipendio pattuito per un totale di 7,8 milioni di dollari nei due anni successivi, decisero di interrompere il contratto con Abbott che si trovò per la prima volta (all'età di 29 anni) senza una squadra con cui giocare.
L'anno successivo Abbott tentò la strada delle Minor League, firmando un contratto con i Chicago White Sox: dopo 18 partite lanciate ai vari livelli delle leghe minori, il ragazzo del Michigan fu richiamato in prima squadra dove lanciò per cinque partite prima della fine della stagione, vincendole tutte. I risultati ottenuti non furono tuttavia sufficienti a convincere i White Sox a confermare Abbott anche per il successivo campionato.
Furono i Milwaukee Brewers a sottoscrivere con Jim Abbott un accordo per il campionato 1999; i Brewers, dall'anno precedente, militavano nella National League Central nel cui regolamento non è prevista la figura del battitore designato, per cui Abbott si trovò (per la prima volta in carriera) a dover entrare nel box di battuta. Il 15 giugno del 1999, 50 anni dopo Pete Gray, Abbott fu il primo battitore senza una mano a mettere a segno una battuta valida nel corso di una partita della Major League.
Dopo circa un mese, tuttavia, i risultati ancora una volta poco brillanti costarono il posto a Jim Abbott che si vide "tagliato" dai Brewers; subito dopo Abbott decise di chiudere con il baseball professionistico ritirandosi definitivamente.
Nel 2007, Abbott entrò nella National College Baseball Hall of Fame per la sua carriera all'Università del Michigan.

## Giocare con una mano sola
Durante le partite Abbott indossava un guantone destro sul braccio destro; dopo aver effettuato il lancio infilava rapidamente la mano sinistra nel guanto per affrontare la fase difensiva della giocata o per ricevere la palla di ritorno dal catcher. Successivamente, incastrando il guanto nell'incavo del braccio destro, si sfilava il guanto per afferrare la pallina e prepararsi ad un nuovo lancio. Fin da ragazzo, con l'aiuto del padre, aveva sviluppato e perfezionato questa tecnica allenandosi lanciando la pallina contro un muro: con il passare degli anni non abbandonò questo esercizio imparando a raccogliere la palla con sempre maggiore velocità e riducendo progressivamente la distanza dal muro sul quale faceva rimbalzare la pallina.
In occasione dei bunt avversari, o in situazioni di palle battute corte nei pressi del monte di lancio, non aveva il tempo materiale di indossare il guantone per effettuare la giocata difensiva per cui non di rado effettuava la presa a mano nuda. In tutta la sua carriera Abbott mise in luce, in queste situazioni, coordinazione e velocità di riflessi.
La sua abilità nel maneggiare la palla era già emersa negli anni delle scuole superiori quando giocò anche nella squadra di football americano della scuola (la Flint Central High School) nel ruolo quarterback di riserva; venne schierato titolare nelle ultime tre partite della stagione, completando passaggi per 600 yard, che consentirono ai compagni di squadra la realizzazione di sei touchdown.
In ogni caso le perplessità sulle capacità di Abbott di esprimere un adeguato livello di gioco in difesa non furono mai fugate: si rivelò lanciatore contro il quale era relativamente facile rubare la seconda base ed anche il numero dei suoi errori difensivi era al di sopra della media; egli stesso ammise di aver commesso errori che avrebbe dovuto evitare.
Tra gli addetti ai lavori emerse anche che uno degli aspetti critici del suo modo di lanciare era costituito dalla possibilità che gli avversari potessero capire in anticipo il tipo di lancio che avrebbe eseguito, poiché la mano sinistra non poteva essere nascosta dal guanto calzato sul braccio destro. Durante la sua prima stagione con i New York Yankees, lo staff della squadra fece realizzare un guantone dotato di un'aletta che avrebbe dovuto nascondere la sua mano sinistra alla vista degli avversari ma Abbott, non trovandosi a proprio agio con il nuovo guantone, decise di non utilizzarlo in partita.
La battuta non fu un problema per Abbott per gran parte della sua carriera, dato che nelle partite della American League le squadre ricorrono all'impiego del battitore designato; in ogni caso Abbott svolgeva regolarmente i propri turni di battuta durante le partite di allenamento primaverili, gli spring training.
Quando fu messo sotto contratto dai Brewers nel 1999, nella National League le cui regole non prevedono il battitore designato, fece registrare due valide in 21 turni di battuta (in entrambi i casi si trattò di "singoli"); la sua media battuta di quell'anno non si discostò per altro da quella della maggior parte dei lanciatori.